# Pretty Bitch Freestyle
"Pretty Bitch Freestyle" é uma canção da rapper americana Saweetie, gravada para seu álbum de estréia, Pretty Bitch Music. Foi lançada através do seu próprio selo, Icy, e pelas gravadoras Warner Records e Artistry Worldwide, como segundo single do álbum em 2 de julho de 2020.

## Videoclipe
O videoclipe foi lançado no dia do seu 27º aniversário, em 2 de julho, como um presente para seus fãs. A direção de vídeo  ficou por conta de Bana Bongolan e Soben Phy. A faixa de dois minutos e meio mostra a rapper soltando barras em sua casa, enfeitada com unhas de acrílico extra-longas, em sua casa palaciana, enquanto ela olha para trás em sua ascensão à fama. Saweetie, que se formou na Universidade do Sul da Califórnia, relata seus momentos de estresse na faculdade e os compara com suas conquistas hoje. Ela também corajosamente chama aqueles que amam mudar seu estilo e sempre falam sobre ela, orgulhosamente afirmando: "Já passei por tudo isso, não aguento merda de ninguém." Terminando o vídeo com uma mensagem para seus fãs pelo apoio contínuo em 2020, Saweetie diz: “Estou muito grata. Não é um ano de Icy Girl, é uma década de Icy Girl. Você me sente?"

## Faixas e formatos
Download digital
1. "Pretty Bitch Freestyle" – 2:09

Notas
- A canção contém sample de "Whoa!", originalmente interpretada por Black Rob.

## Créditos e pessoal
Créditos da música adaptados do Genius.
- Saweetie — artista principal, vocal principal, escritora
- Cal-A — produtor, programação
- Barry Rashawn — mixagem
- Michelle Mancini — engenheiro de masterização

## Histórico de lançamento
| Região | Data               | Formato(s)                 | Versão   | Gravadora(s)        | Ref.        |
| ------ | ------------------ | -------------------------- | -------- | ------------------- | ----------- |
| Várias | 2 de julho de 2020 | Download digital streaming | Original | Icy Artistry Warner | [ 1 ] [ 7 ] |